# Jemeppe-sur-Sambre
Jemeppe-sur-Sambre (en való Djimepe-so-Sambe) és un municipi belga de la província de Namur a la regió valona. Aplega els antics municipis de Jemeppe-sur-Sambre, Ham-sur-Sambre, Moustier-sur-Sambre, Spy, Mornimont, Balâtre, Onoz i Saint-Martin.
Es troba a la confluència de l'Orneau i de l'antic curs del Sambre, abans de la seva canalització.

## Llocs d'interés
- Les Coves de Spy
- La masia castral de Balâtre (segles  xiii-xvi)
- La torre de Villeret
- El castell de Mielmont a Onoz